# Laško
Laško (em alemão:  Tüffer) é um município da Eslovênia. A sede do município fica na localidade de mesmo nome.